# TS Maxim Gorkiy
Le TS Maxim Gorkiy est, jusqu'au 30 novembre 2008, un navire de croisière appartenant à l'entreprise Sovcomflot, en Russie, sous affrètement à long terme à la Phoenix Reisen (en), en Allemagne. Il est construit en 1969 par le chantier Howaldtswerke-Deutsche Werft de Hambourg, en Allemagne de l'Ouest pour la Hamburg Atlantic Line (en) sous le nom de TS Hambourg. Une partie du tournage du film Terreur sur le Britannic a lieu à son bord. Fin 1973, il est très brièvement rebaptisé TS Hanseatic. L'année suivante, le navire est vendu à la Black Sea Shipping Company (en), société en Union soviétique et reçoit le nom de Maksim Gorkiy en l'honneur de l'écrivain Maxime Gorki, rebaptisé Maxim Gorkiy après l'effondrement de l'Union soviétique en 1991,. Le 20 août 2008, le Maxim Gorkiy est vendu à l'Orient Lines (en). Il devait entrer en service au sein de cette nouvelle compagnie le 15 avril 2009 sous le nom de TS Marco Polo II,, mais en novembre 2008, la relance de la marque Orient Lines est annulée. Le 8 janvier 2009, le navire est vendu pour démolition et échoué volontairement à Alang, en Inde, le 26 février 2009.
Bien que n'ayant jamais été utilisé en tant que tel, le navire était à l'origine prévu comme un navire à double fonction paquebot / navire de croisière, pour servir entre Hambourg et New York tout en effectuant des croisières,,. Il est le premier grand paquebot construit en Allemagne depuis 1938. En entrant en service pour la Black Sea Shipping Company, il devient le premier navire de croisière quatre étoiles exploité sous pavillon soviétique.
Plusieurs variantes du nom du navire ont été utilisées tout au long de sa carrière. Certaines sources se réfèrent à elle avec le préfixe TS (bateau à turbine) au lieu de SS (bateau à vapeur),, tandis que son nom officiel Maxim Gorkiy peut être également orthographié « Maksim Gorkiy » ou « Maxim Gorki »,.